# Spång

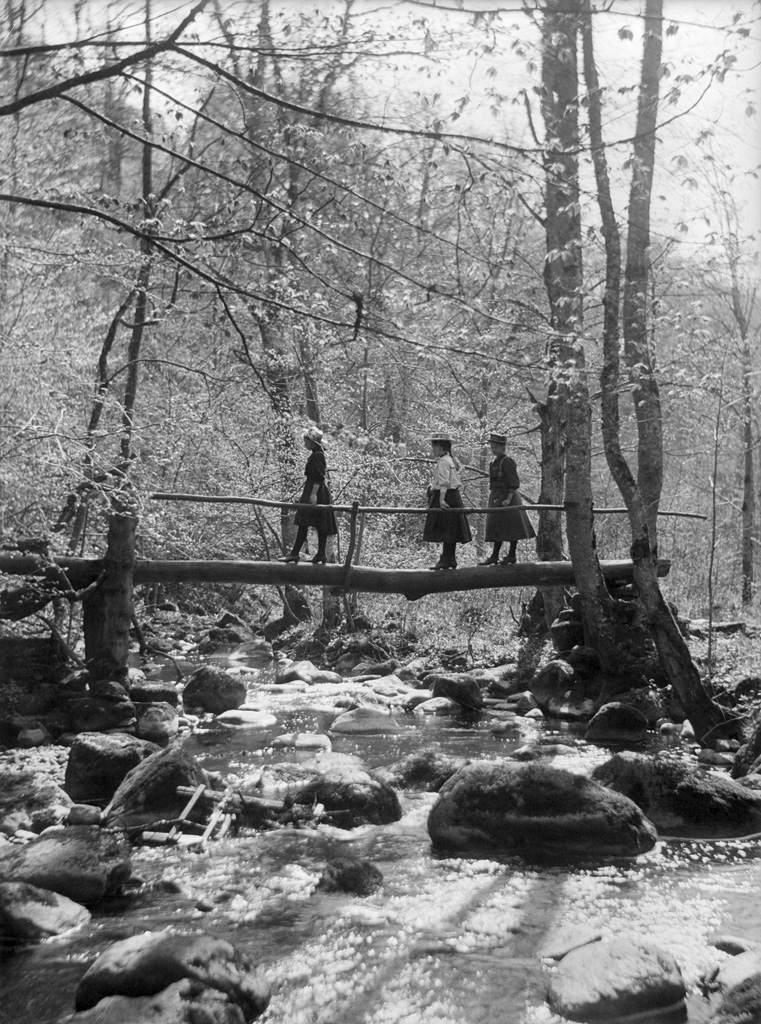
Spång i Sverige, 1910-talet.

En spång är en mycket enkel bro, som består av en eller flera trädstammar eller plankor som lagts tvärs över en bäck, en ravin eller en myr. Ofta spikas brädor ovanpå, för att hålla stockarna samman och för att spången ska vara jämnare att gå på.
En spång är ändamålsenlig för gående, men inte för fordon. Då behövs en bro. Över myrmark kan man istället för spång lägga en kavelbro.

## Galleri

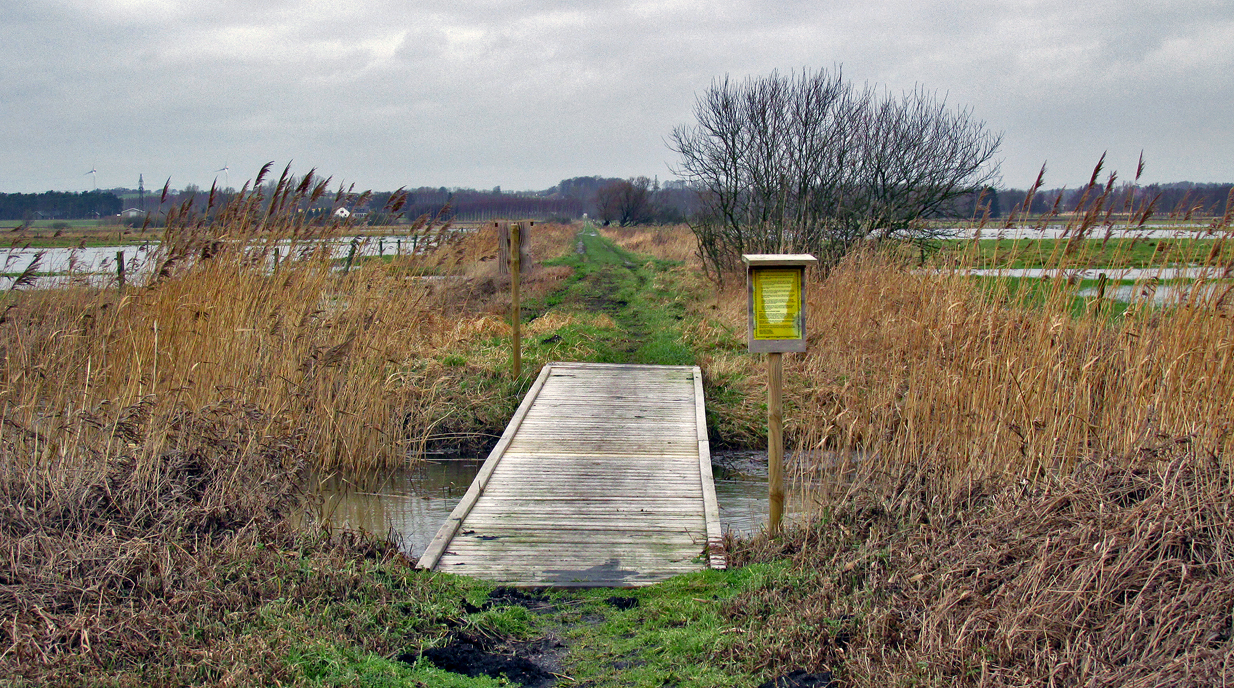
En spång över ett dike.
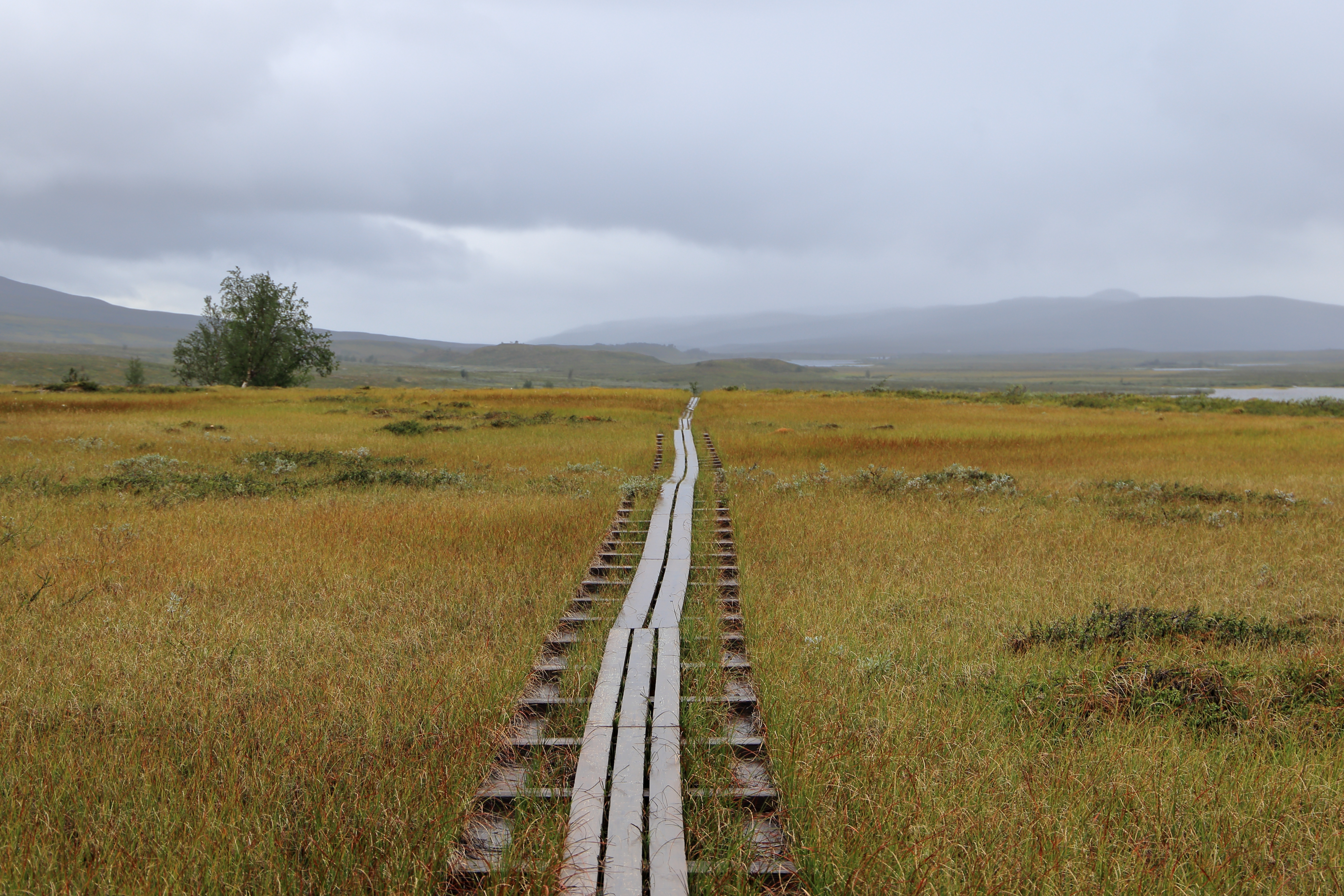
Spång över myr i Padjelanta.
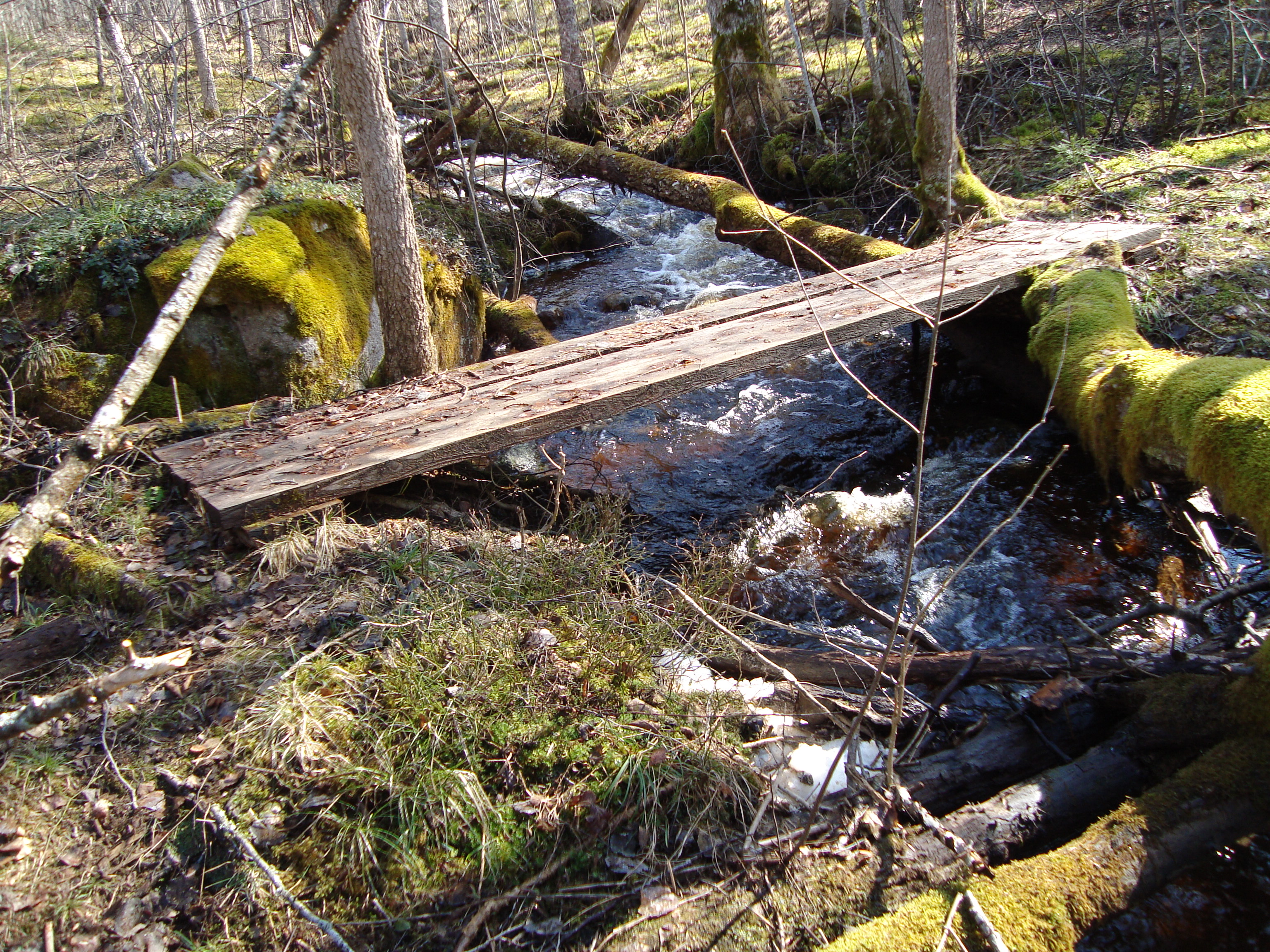
Spång (plankbro) i Hedemora kommun.
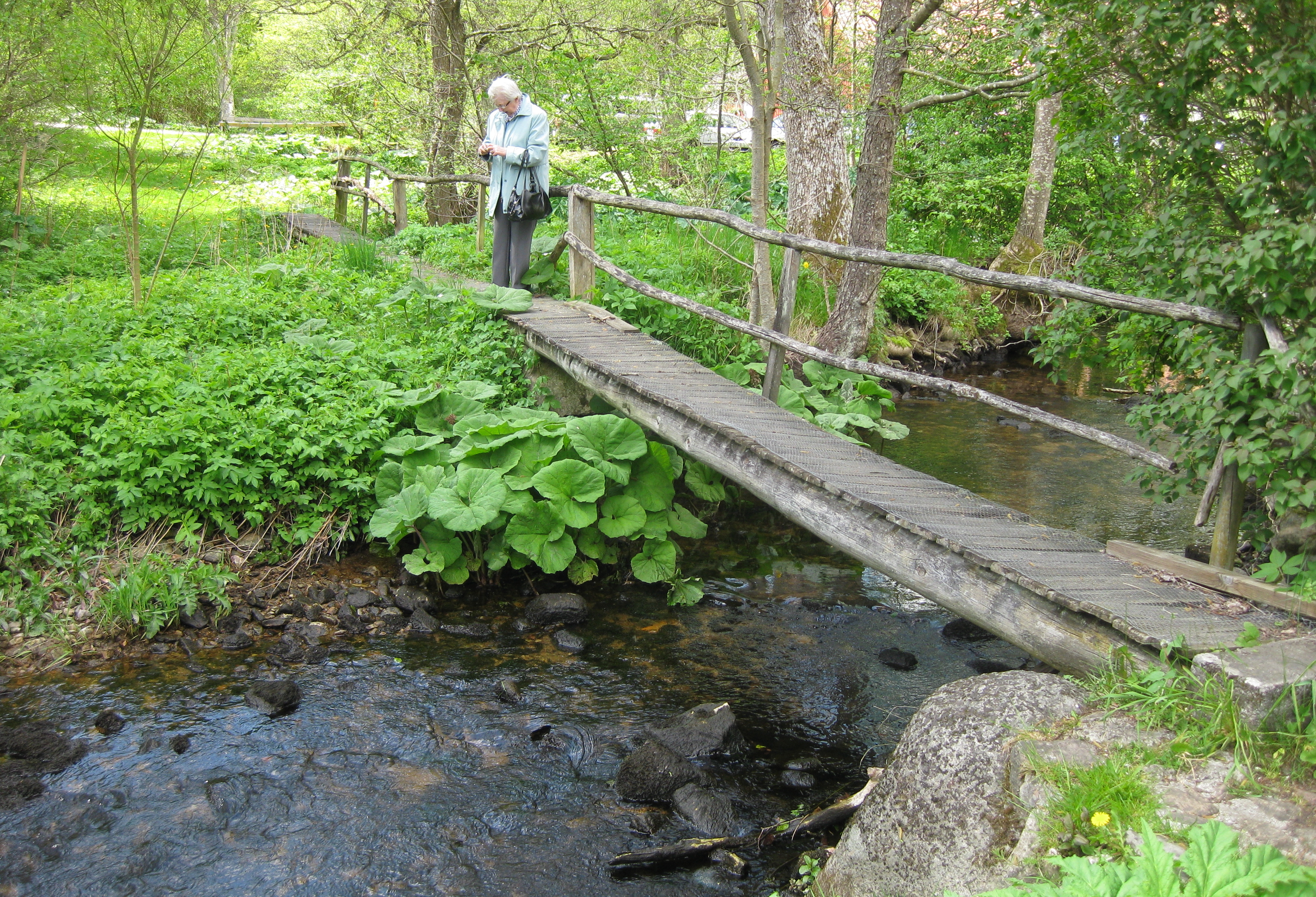
Spång (förbättrad trädstamsbro) över Julebodaån vid Blåherremölla.
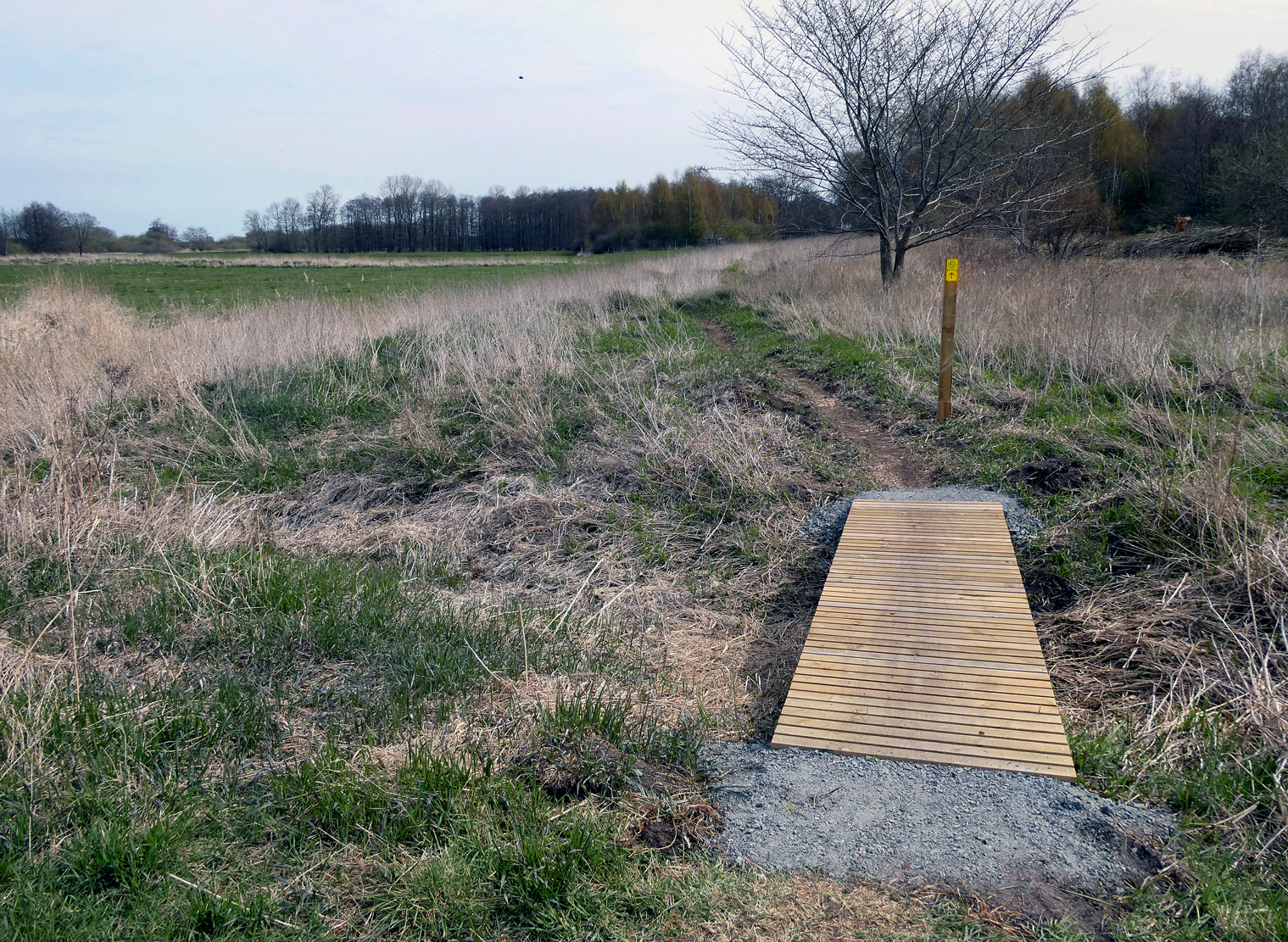
En enkel spång över ett dike vid en motionssllinga vid Cirkeldammen i Ystad 2021.